# Feldi Eboli 2021-2022
La voce raccoglie i dati riguardanti la Feldi Eboli, squadra di calcio a 5 militante in serie A, nelle competizioni ufficiali del 2021-2022.

## Trasferimenti

### Sessione estiva
| Murilo Schiochet    | CAME Dosson |
| Fabricio Calderolli | Pescara     |
| Rodrigo Trentin     | Pescara     |
| Rafael Rizzi        | Pescara     |
| Pesk                | Jaraguá     |
| Giancarllo Selucio  | Palma       |

| Alessandro Patias | Halle-Gooik (fine prestito) |
| Gabriel Grello    | Halle-Gooik (fine prestito) |
| Rodrigo Canabarro | Manfredonia                 |
| Umberto Caruso    | Manfredonia                 |
| Rudinei Tres      | Olimpus Roma                |
| Davide Moura      | 360GG Cagliari              |
| Dani Montes       | Talavera                    |

### Sessione invernale
| Vavà            | San Paolo     |
| André Fantecele | Mouvaux-Lille |

| Rafael Rizzi | Olimpus Roma |

## Prima squadra
| N° | Naz.               | Ruolo | Sportivo            | Anno       |  |  |
| -- | ------------------ | ----- | ------------------- | ---------- |  |  |
| 3  | Brasile (bandiera) | POR   | Carlos Dalcin       | 10.11.1992 |  |  |
| 4  | Italia (bandiera)  | LAT   | Sergio Romano       | 28.08.1987 |  |  |
| 6  | Brasile (bandiera) | LAT   | Vavà                | 12.03.1991 |  |  |
| 7  | Italia (bandiera)  | LAT   | Vincenzo Caponigro  | 18.08.1997 |  |  |
| 9  | Brasile (bandiera) | PIV   | Pesk                | 26.10.1988 |  |  |
| 10 | Brasile (bandiera) | PIV   | Rodrigo Trentin     | 14.08.1994 |  |  |
| 11 | Italia (bandiera)  | LAT   | Fabricio Calderolli | 22.01.1986 |  |  |
| 12 | Italia (bandiera)  | POR   | Samuele Glielmi     | 08.08.2002 |  |  |
| 13 | Brasile (bandiera) | DIF   | Thiago Bissoni      | 03.08.1988 |  |  |
| 14 | Italia (bandiera)  | LAT   | André Fantecele     | 10.02.1988 |  |  |
| 19 | Italia (bandiera)  | POR   | Marco Pasculli      | 19.03.1991 |  |  |
| 21 | Brasile (bandiera) | LAT   | Murilo Schiochet    | 09.03.1993 |  |  |
| 22 | Brasile (bandiera) | LAT   | Luizinho            | 10.02.1990 |  |  |
| 24 | Italia (bandiera)  | LAT   | Antonio Melillo     | 09.01.2002 |  |  |
| 26 | Italia (bandiera)  | POR   | Andrea Sinno        | 29.03.1980 |  |  |
| 27 | Brasile (bandiera) | DIF   | Rafael Rizzi        | 08.01.1993 |  |  |
| 77 | Brasile (bandiera) | LAT   | Giancarllo Selucio  | 24.10.1998 |  |  |

## Under-19
| N° | Naz.              | Ruolo | Sportivo                   | Anno       |  |  |
| -- | ----------------- | ----- | -------------------------- | ---------- |  |  |
| 23 | Italia (bandiera) | POR   | Michele Di Stasio          | 17.05.2003 |  |  |
| 23 | Italia (bandiera) | LAT   | Francesco Manna            | --.--.---- |  |  |
| 23 | Italia (bandiera) | LAT   | Gerardo Senatore           | 16.01.2003 |  |  |
| 25 | Italia (bandiera) | LAT   | Walter Gorrasi             | --.--.---- |  |  |
| 25 | Italia (bandiera) | LAT   | Giuseppe Pannullo          | --.--.---- |  |  |
| 23 | Italia (bandiera) | DIF   | Massimo Giovanni Palladino | 19.09.2004 |  |  |

## Risultati

### Serie A
|  | Pos. | Squadra     | Pt | G  | V  | N | P  | GF | GS | DR  |
|  | ---- | ----------- | -- | -- | -- | - | -- | -- | -- | --- |
|  | 6.   | Feldi Eboli | 46 | 30 | 13 | 7 | 10 | 98 | 82 | +16 |

### Play-off
Quarto di finale
Andata
| Arbitri: | Daniele Intoppa (Roma 2) Davide De Ninno (Varese) Salvatore Minichini (Ercolano) |
| Crono:   | Vincenzo Sgueglia (Civitavecchia)                                                |

| |           |                                                                                 |
| Calderolli 4'18'’ Trentin 15'36'’, 39'34'’ Bissoni 16'01'’ Selucio 32'55'’, 38'22'’ Schiochet 34'59'’, 37'02'’ | Marcatori | 3'49'’ (aut.) Calderolli 33'08'’ Kaká 33'37'’ (t.l.) F. Mello 38'59'’ Jefferson |

Ritorno
| Arbitri: | Dario Di Nicola (Pescara) Vincenzo Sgueglia (Civitavecchia) Giulio Colombin (Bassano del Grappa) |
| Crono:   | Fabio Pozzobon (Treviso)                                                                         |

|                                                                            |           |                                                                                |
| Rafinha Novaes 17'01'’ V. Mello 22'51'’ Jefferson 28'30'’ F. Mello 37'37'’ | Marcatori | 7'08'’, 17'46'’ Bissoni 11'32'’, 14'29'’ Trentin 18'02'’ Pesk 21'33'’ Luizinho |

Semifinale
Gara 1
| Arbitri: | Luigi Alessi (Taurianova) Paolo De Lorenzo (Brindisi) Gennaro Cefalà (Lamezia Terme) |
| Crono:   | Vincenzo Cannistrà (Catanzaro)                                                       |

|                                                                                 |           |  |
| Trentin 1'07'’, 29'33'’, 38'58'’ Fantecele 16'54'’ Bissoni 24'28'’ Vavà 34'36'’ | Marcatori |  |

Gara 2
| Arbitri: | Michele Ronca (Rovigo) Nicola Acquafredda (Molfetta) Fabio Pozzobon (Treviso) |
| Crono:   | Alessandra Carradori (Roma 1)                                                 |

|                                                                          |           |                                                                                              |
| Marcelinho 6'46'’ Grippi 29'45'’, 32'03'’ Dimas 30'40'’ Schininà 36'56'’ | Marcatori | 3'52'’, 21'51'’ Calderolli 9'54'’ Bissoni 14'51'’, 25'44'’, 33'57'’ Luizinho 24'48'’ Selucio |

Finale
Gara 1
| Arbitri: | Chiara Perona (Biella) Lorenzo Di Guilmi (Vasto) Arrigo D'Alessandro (Policoro) |
| Crono:   | Saverio Carone (Bari)                                                           |

|                                               |                      |                                              |
| Trentin 37'54'’                               | Marcatori            | 37'54'’ (rig.) Cuzzolino                     |
| Calderolli Trentin Selucio Schiochet Luizinho | Tiri di rigore 5 – 4 | Bolo Ja. Salas De Oliveira Cuzzolino De Luca |

Gara 2
| Arbitri: | Giulio Colombin (Bassano del Grappa) Simone Zanfino (Agropoli) Simone Micciulla (Roma 2) |
| Crono:   | Dario Di Nicola (Pescara)                                                                |

|                                                                                 |           |                 |
| Ja. Salas 0'25'’, 36'05'’ Bolo 20'22'’, 37'21'’, 39'31'’ (rig.) Taborda 33'57'’ | Marcatori | 36'53'’ Bissoni |

Gara 3
| Arbitri: | Giovanni Zannola (Ostia Lido) Luigi Alessi (Taurianova) Alex Iannuzzi (Roma 1) |
| Crono:   | Andrea Colombo (Modena)                                                        |

|                                                      |           |                                                    |
| Honorio 4'46'’ Taborda 18'04'’, 34'13'’ Bolo 38'19'’ | Marcatori | 4'15'’ Selucio 15'12'’ Calderolli 21'58'’ Luizinho |

### Supercoppa italiana
| Arbitri: | Luigi Alessi (Taurianova) Michele Ronca (Rovigo) Salvatore Minichini (Ercolano) |
| Crono:   | Antonio Marino (Agropoli)                                                       |

| |            | |
| De Oliveira 23'50'’ Salas 30'09'’, 34'59'’ Taborda 37'14'’ Borruto 42'06'’ Honorio 48'58'’ | Marcatori  | 18'40'’, 33'53'’, 48'01'’ Calderolli 26'28'’ (aut.) Cianni 30'48'’ Schiochet |
| · Manuel Cianni · Felipe Tonidandel · Javier Adolfo Salas · Mauro Canal · Cristian Borruto · Nicolò Ceccolini · Filippo Mariani · Giuliano Fortini · Humberto Honorio · Pablo Taborda · Leandro Cuzzolino · Júlio De Oliveira · Massimo De Luca · Tommaso Vesprini | Formazioni | · Carlos Dalcin · Sergio Romano · Fabricio Calderolli · Murilo Schiochet · Pesk · Vavà · Vincenzo Caponigro · Rodrigo Trentin · Thiago Bissoni · Gerardo Senatore · Antonio Melillo · Giancarlo Selucio · Samuele Glielmi · Marco Pasculli |
| Fulvio Colini | Allenatori | Salvatore Samperi |